# コンスタンス・ド・フランス (1078-1126)
コンスタンス・ド・フランス （Constance de France、1078年頃 - 1126年9月14日）は、カペー家の女性。フランス王フィリップ1世と王妃ベルト・ド・オランドの第1子であり、長女。初婚でシャンパーニュ伯ユーグ妃、再婚後にアンティオキア公ボエモン1世妃。フランス王ルイ6世の実姉に当たる。

## 生涯
父フィリップ1世は、1093年から1095年の間に、トロワ伯領を継承したばかりのユーグ・ド・ブロワとコンスタンスを結婚させた。
フィリップ1世の目的は、強力なブロワ家に自らの影響力を及ぼすことだった。当時、フィリップ1世は臣下のアンジュー伯フルク4世の妻ベルトラード・ド・モンフォールを奪って結婚しており、フルク4世が敵対することを、王家とブロワ家の同盟で相殺するつもりであった。
しかし、このユーグ・ド・ブロワとの同盟は遅すぎたと結論付けられる。ブロワ家が持つ伯領のほとんどはユーグの長兄でエティエンヌ・アンリが継承してから10年経過しており、さらにエティエンヌ2世がイングランド王ウィリアム1世（征服王）の娘アデル・ド・ノルマンディーと結婚していたのである。
コンスタンスとユーグの間には息子マナセが生まれたが、1102年に死んだ。
結婚から10年後、理由不明のまま、彼女は婚姻無効を請求し、1104年12月25日、ソワソンで承認を得た。同じころ、父王フィリップ1世が王太子ルイ（後のルイ6世）を王位に結び付け、ルイが王権を回復し、最も凶悪な家臣を成敗したことは事実である。後妻ベルトラードに魅了され、教皇から破門されては離婚と復縁を繰り返していたフィリップ1世は娘の離婚に一切手を貸さなかったため、怠惰な父王からの助けを待てなかったコンスタンスは、実弟を頼りにしたのだった。
婚姻無効後、コンスタンスは前夫の義姉アデル・ド・ノルマンディーの宮廷に隠退した。アデルは聖地で夫のブロワ伯エティエンヌ2世が死んだ後、幼い息子に爵位を継承させ、自らは伯領の摂政となっていた。アデルは文学的才能を持つ王女で、当時のシャンパーニュ伯宮廷は文学の花が開き始めていた。
アデルがコンスタンスの結婚無効を勝ち取るために全ての力を出し尽くしたように思える。前夫であるユーグは聖地で戦うため出国、1107年にトロワに戻り、1111年に再び東方へ向かった。同じころ、トルコ人から解放されたばかりのアンティオキア公ボエモン1世は聖地の十字軍の支援を得るためヨーロッパへ戻っていた。アンティオキア公国の摂政は、彼の甥タンクレードであった。結婚の提案がどちらから提案されたのか我々にはわからないが、フィリップ1世は1106年にコンスタンスとボエモン1世を結婚させた。結婚式はシャルトル大聖堂で挙げられ、結婚の祝宴は、交渉にも参加したブロワ伯妃アデルの宮廷で行われた。新郎は、貴族が東方で戦うことを奨励する機会を得て、甥タンクレードと、コンスタンスの異母妹であるセシルとの結婚を交渉した。
結婚後、コンスタンスは夫とプーリアに向かった。そこで彼女はボエモン（後のボエモン2世）とジャン、2人の息子を生んだ。ボエモン1世は東ローマ帝国と戦うためにプーリアを発つが、ドゥラッツォで敗北し捕獲され、デアボリス条約に署名を強いられ、これによって東ローマ皇帝アレクシオス1世コムネノスがアンティオキア公国の宗主となった。摂政タンクレードは条約の承認を拒否し、ボエモン1世はバーリに引退し1111年に死去した。コンスタンスは長男ボエモン2世の名の下でカラブリアおよびプーリア公摂政として権力を行使し、フランス王の娘として女王の称号を用いたが、バーリ領主を宣言したGrimoald Alferanitesによって投獄された。教皇カリストゥス2世の介入で1120年に解放されたが、彼女はバーリに対する自らの権利を放棄しなければならなかった。
コンスタンスは1126年9月14日に死去し、息子ボエモン2世はその後アンティオキア公国を継承するため東方へ向かった。